# Stosunki polsko-saudyjskie

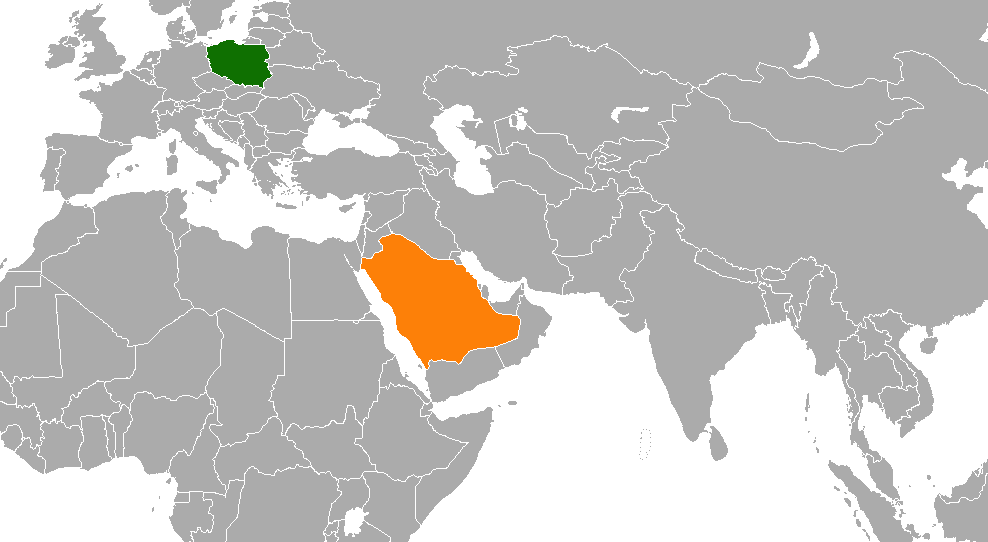
Polska i Arabia Saudyjska

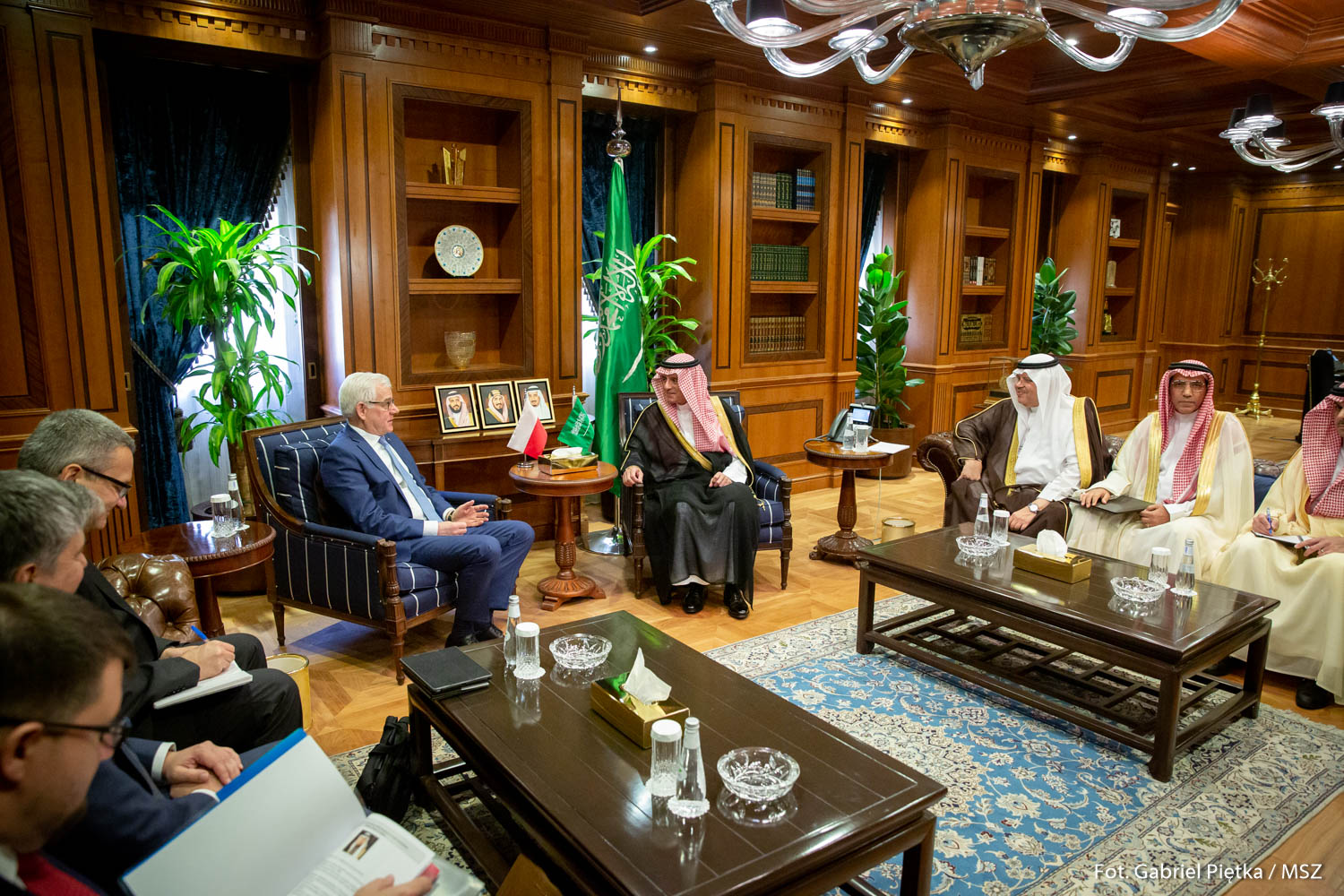
Ministrowie spraw zagranicznych Polski, Jacek Czaputowicz i Arabii Saudyjskiej, Adil al-Dżubajr (2019)

Stosunki polsko-saudyjskie – wzajemne relacje między Polską a Arabią Saudyjską.

## Przed 1945
W latach 1817–1820 na terenie dzisiejszej Arabii Saudyjskiej przebywał Wacław Rzewuski, który pozyskał zaufanie i przyjaźń przywódców szczepów beduińskich, a swoje wrażenia opisał w pamiętnikach Sur Les Chevaux et Provenants des Races Orientales. Do obszaru tego dotarli także, m.in. Juliusz Dzieduszycki (1844–1845) oraz Ignacy Żagiell (II poł. XIX w.).
Pod koniec lat 20. XX wieku król Abdulaziza, poszukując poparcia, zwrócił się z propozycją nawiązania kontaktów z II Rzeczpospolitą. Jesienią 1929 Polska uznała jako dziewiąta na świecie uznała króla Abdulaziza jako władcę ówczesnego Królestwa Hidżazu, Nadżdu i Terytoriów Zależnych.
W maju 1930 do Dżuddy przyjechała delegacja polska z zastępcą naczelnika Wydziału Wschodniego w Ministerstwie Spraw Zagranicznych Edwardem Raczyńskim i muftim Jakubem Szynkiewiczem, która przywiozła list od prezydenta Ignacego Mościckiego, uznający legalność władzy króla Abdela Aziza. Delegacja została dwukrotnie przyjęta przez króla Abduaziza. 3 maja 1930 delegacja polska spotkała się po raz pierwszy z królem Abdulazizem w Dżuddzie. W maju 1932 złożył wizytę w Warszawie saudyjski wicekról i minister spraw zagranicznych książę Fajsal. Przyjęli go marszałek Józef Piłsudski i prezydent Ignacy Mościcki. Podpisano kontrakty wojskowe i cywilne.

## Okres po 1945
Ze względu na znalezienie się Polski w obozie państw komunistycznych, Polacy nie mogli podróżować do państw Półwyspu Arabskiego, w tym do Arabii Saudyjskiej. Sporadyczni Polacy, którzy tam docierali, posiadali obywatelstwa innych państw. W 1955 z misją dobrej woli udał się ambasador w Turcji Janusz Zambrowicz. Odbyła się w Polsce wizyta delegacji Ligi Świata Muzułmańskiego (1986).
Stosunki odrodziły się na przełomie lat 80. i 90. XX wieku. Ministrowie spraw zagranicznych obu państw spotykali się na marginesie sesji plenarnych Zgromadzenia Ogólnego Narodów Zjednoczonych. Do Arabii Saudyjskiej przyjeżdżały delegacje polityczne i wojskowe. Zawarto porozumienia między rządami w sprawie rozmieszczenia polskiego kontyngentu wojskowego, działającego w rejonie Zatoki Perskiej podczas pierwszego konfliktu z Irakiem w 1991. Oficjalnie Polska i Arabia Saudyjska nawiązały stosunki dyplomatyczne 3 maja 1995. W czerwcu 1998 otwarto polską Ambasadę w Rijadzie, a w październiku 1999 listy uwierzytelniające złożył pierwszy ambasador Krzysztof Płomiński. W 2000 utworzono Wspólną Radę Biznesu. W 2001 w Warszawie otwarto Ambasadę Arabii Saudyjskiej, pierwszym saudyjskim ambasadorem był Osama Al-Sanosi.
Wizyty w Polsce złożyli, m.in. książę Turki (2002), król Abd Allah ibn Abd al-Aziz Al Su’ud (2007). Z polskiej strony Arabię Saudyjską odwiedzili, m.in. prezydent Aleksander Kwaśniewski (2004), premier Marek Belka (2005), minister spraw zagranicznych Jacek Czaputowicz (2019).
W 2020 wartość eksportu z Polski do Arabii Saudyjskiej szacowano na 1,12 mld USD, zaś import do Polski na 1,28 mld USD. Obroty handlowe miały tendencję rosnącą. Wśród towarów sprowadzanych z Polski znajdowała się głównie pszenica (33,7%) oraz papierosy (14%), zaś z Arabii Saudyjskiej ropa naftowa i kondensaty gaz (90,6%).